# (22790) 1999 KP4
1999 كي بي 4 (ويعرف أيضًا باسم (22790) 1999 كي بي 4 وفق تسمية الكوكب الصغير) (بالإنجليزية: 1999 KP4)‏ هو كويكب ضمن حزام الكويكبات؛ وترتيبه 22790 من حيث الاكتشاف.
اكتُشف هذا الجُرم الفلكي بواسطة بحث لنكولن عن الكويكبات القريبة من الأرض في 20 مايو 1999.

## وصلات خارجية
- (22790) 1999 KP4 في قاعدة بيانات مختبر الدفع النفاث لأجرام النظام الشمسي الصغيرة

- الاكتشاف · مخطط المدار ·  العناصر المدارية · المعلمات المادية

- (22790) 1999 KP4 على موقع ويكي سكاي: DSS2, SDSS, GALEX, IRAS, Hydrogen α, X-Ray, Astrophoto, Sky Map, Articles and images